# عمه الموسيقى
عمه الموسيقى هو نوع من الاضطرابات المتعلّقة بالموسيقى (أي نغمات الأصوات)، يظهر على شكل عيب في معالجة الحدّة الموسيقية لكنه يشمل أيضاً الذاكرة الموسيقية والتعرّف على الألحان.
ثمّة تصنيفان لعمه الموسيقى: العمه المكتسب والذي يحدث بسبب تلف في الدماغ وعمه خَلقي وينتج عن حالة غير سوية في معالجة الموسيقى والألحان منذ الولادة.
أظهرت الدراسات أن العمه الموسيقي الخلقي هو عجز في تمييز النغمات الدقيقية وأن حوالي 4% من السكان مصابون بهذا الاضطراب. أما العمه المكتسب، فقد يكون بعدّة أشكال. فقد يعاني المرضى المصابون بتلف في الدماغ من فقد القدرة على إنتاج الأصوات الموسيقية أثناء الحديث والتواصل الكلامي، وهو ما يشبه حبسة فقد الحديث اختيارياً لكن يمكن أن يتمكن المريض من الغناء. تتراوح أشكال العمه الموسيقي في تأثيرها على عمليات فرعية محددة في معالجة الموسيقى. أثبتت الأبحاث الحالية على أن تفكك بين لحن (موسيقى) والإيقاع والمعالجة العاطفية للموسيقى،  وقد يشمل عمه الموسيقى انخفاض كفاءة هذه المجموعة من المهارات.

## العلامات والأعراض
يمكن وصف أعراض العمه الموسيقي عمومًا على أنها استقبالية، أو سريرية أو مختلطة. تشمل أعراض العمه الموسيقي الاستقبالي، التي يُشار إليها أحيانًا باسم «الصمم الموسيقي» أو «الصمم النغمي»، انعدام القدرة على تمييز الألحان المألوفة، وفقدان القدرة على قراءة التدوين الموسيقي وفقدان القدرة على كشف الدرجات الموسيقية الخاطئة أو الخارجة عن النغمة. تشمل الأعراض السريرية، أو التعبيرية، فقدان القدرة على الغناء، و/أو كتابة التدوين الموسيقي و/أو عزف الآلات الموسيقية. يمثل الاضطراب المختلط مزيجًا من الاعتلالات التعبيرية والاستقبالية.
تُعتبر الأعراض السريرية للعمه الموسيقي المكتسب متغيرة للغاية مقارنة بأعراض العمه الموسيقي الخلقي، ويمكن تحديد وجودها بالاستناد إلى موقع الآفة وطبيعتها. قد تؤثر إصابات الدماغ على الوظيفة الحركية أو التعبيرية، بما في ذلك القدرة على الغناء، أو التصفير أو همهمة النغم (العمه الموسيقي التعبيري فمويًا)، والقدرة على عزف الآلات الموسيقية (العمه الموسيقي الآلي أو عمه الحركة الموسيقي) والقدرة على كتابة الموسيقى (عجز الكتابة الموسيقي). بالإضافة إلى ذلك، يؤثر التلف الدماغي الذي يصيب البعد الاستقبالي على قدرة تمييز النغمات (العمه الموسيقي الاستقبالي أو الحسي)، والقدرة على قراءة الموسيقى (تعذر القراءة الموسيقي) والقدرة على تحديد الأغاني التي كانت مألوفة قبل تلف الدماغ (فقدان الذاكرة الموسيقي).
تقترح الأبحاث معاناة المرضى المصابين بالعمه الموسيقي من صعوبات في المعالجة المكانية. أظهر المصابون بالعمه الموسيقي سرعة أكبر في أداء مهمة مشتركة مؤلفة من مهام المعالجة المكانية والمعالجة الموسيقية على حد سواء مقارنة بالأفراد السليمين، إذ يعود ذلك على الأرجح إلى عجزهم. يختبر الأفراد السليمون تداخلات ناجمة عن معالجتهم السليمة لكل من المهام الموسيقية والمكانية، بينما يفتقد المصابون بالعمه الموسيقي هذه التداخلات. تعتمد معالجة الحدة الصوتية عادة على الآليات المعرفية المستخدمة في معالجة التمثيلات المكانية.
يختبر المصابون بالعمه الموسيقي الخلقي تراجع أدائهم في التمييز، والتحديد والبدء للجمل مختلفة التنغيم في اتجاه الحدة في كلمتهم الأخيرة. يشير هذا إلى إضعاف العمه الموسيقي للمعالجة اللغوية بطرق غامضة. 

### الاجتماعية والعاطفية
يختبر المصابون بالعمه الموسيقي تدنيًا ملحوظًا في الاستجابات العاطفية على الموسيقى في سياق معاناتهم من عجز شديد مستمر مدى الحياة في معالجة الموسيقى. يصف بعض الأفراد، ممن يعانون من العمه الموسيقي، الموسيقى بغير السارة. يصفها آخرون بالضوضاء ببساطة ويجدونها مزعجة. قد يحمل هذا العديد من الآثار الاجتماعية نتيجة محاولة المصابين بالعمه الموسيقى تجنب الموسيقى، إذ لا يُعد هذا خيارًا مقبولًا في العديد من المواقف الاجتماعية.
في الصين وغيرها من الدول التي تتحدث بلغة نغمية، تظهر الآثار الاجتماعية والعاطفية للعمه الموسيقي بشكل واضح: صعوبة تكلم اللغة وفهمها. مع ذلك، تُعتبر الإشارات السياقية في غالبية الأحيان قوية بما فيه الكفاية لتحديد المعنى الصحيح، بشكل مشابه لكيفية فهم الاشتراك اللفظي التلفظي.

### الأمراض ذات الصلة
يمكن تصنيف العمه الموسيقي كإعاقة تعلمية مؤثرة في القدرات الموسيقية. تشير الأبحاث إلى إمكانية تعليم تقنيات التمييز بين النغمات للمصابين الأصغر سنًا من العمه الموسيقي الخلقي. يعتقد الباحثون بالاستناد إلى هذه النتائج أن العمه الموسيقي مرتبط بعسر القراءة وغيره من الاضطرابات المشابهة. أثبتت الأبحاث إمكانية ارتباط العمه الموسيقي بزيادة حجم القشرة المخية، الذي قد ينجم عن تشوه في التطور القشري. تنجم بعض الحالات مثل عسر القراءة والصرع بدورها عن تشوه في التطور القشري، إذ تؤدي أيضًا إلى زيادة في ثخانة القشرة المخية، ما يدفع الباحثين إلى الاعتقاد أن العمه الموسيقي الخلقي ناجم عن ظاهرة مطابقة في منطقة مختلفة من الدماغ.
يتشابه العمه الموسيقي أيضًا مع الحبسة جراء تأثيرهما على مناطق مماثلة قريبة من الفص الصدغي في الدماغ. لا تظهر معظم حالات مرضى العمه الموسيقي أي أعراض للحبسة. مع ذلك، اختبر عدد من المرضى ظهور أعراض الحبسة لدى أولئك المصابين بالعمه الموسيقي، وعلى وجه الخصوص الحبسة المكتسبة. لا يُعتبر الاضطرابان متعارضي الحدوث، ولا تحتم الإصابة بأحدهما الإصابة بالآخر. في العمه الموسيقي المكتسب، يرتبط انعدام القدرة على إدراك الموسيقى مع انعدام القدرة على أداء الوظائف عالية المستوى الأخرى. تتحسن الوظائف المعرفية الأخرى في هذه الحالة مع تحسن القدرة الموسيقية، ما يشير إلى الارتباط الوثيق بين القدرة الموسيقية والوظائف عالية المستوى، مثل الذاكرة والتعلم، والمرونة العقلية والطلاقة الدلالية.
قد يرتبط العمه الموسيقي أيضًا مع اضطراب حبسة اللحن، الذي يؤثر على كلام المريض ويجعله شديد الرتابة. ثبتت إمكانية حدوث العمه الموسيقي وحبسة اللحن على حد سواء من النوبات الناشئة في نصف الكرة المخية غير المسيطر. قد ينشأ كلا الاضطرابين أيضًا من الآفات التي تصيب الدماغ، كما قد تتطور حبسة بروكا بشكل متزامن مع العمه الموسيقي نتيجة الإصابة. يوجد ارتباط بين القدرات الموسيقية ومكونات الكلام؛ مع ذلك، ما يزال هذا الارتباط غير مفهوم بشكل جيد.

## وصلات خارجية
- PLab - مختبر إيزابيل بيريتز
- BRAMS - International Laboratory on Brain, Music and Sound Research
- أوليفر ساكس يناقش عمه الموسيقى
- مراجعة أول حالة موثّقة من عمه الموسيقى الخلقي
- Delosis- Musical Listening Test